# Гугучия, Джото Иосифович
Джото Иосифович Гугучия — советский хозяйственный, государственный и политический деятель, Герой Социалистического Труда.

## Биография
Родился в 1923 году в селе Кахати. Член КПСС с 1945 года.
С 1941 года — на хозяйственной, общественной и политической работе. В 1941—1991 гг. — колхозник в селе Кахати, бригадир полеводческой бригады, агротехник колхоза, председатель исполкома Кахатского сельского Совета депутатов трудящихся, председатель колхоза села Шамгона, председатель колхоза имени Маркса Зугдидского района Грузинской ССР.
Указом Президиума Верховного Совета СССР от 6 июня 1984 года присвоено звание Героя Социалистического Труда с вручением ордена Ленина и золотой медали «Серп и Молот».
Избирался депутатом Верховного Совета Грузинской ССР 10-го созыва, народным депутатом СССР.
Умер в Грузии после 1991 года.